# PSD Bank Arena
Die PSD Bank Arena, ursprünglich und im Sprachgebrauch oft Stadion am Bornheimer Hang, ist ein Fußballstadion in Frankfurt am Main. Die Spielstätte im Stadtteil Bornheim ist mit 12.542 Plätzen nach dem Waldstadion die zweitgrößte der Stadt. Die Anlage liegt am Bornheimer Hang in unmittelbarer Nähe der U-Bahn-Station Johanna-Tesch-Platz in direkter Nachbarschaft zur Eissporthalle und dem Familienbad Bornheim.

## Geschichte
Das Stadion am Bornheimer Hang ist die dritte Spielstätte in der Geschichte des FSV Frankfurt: In den Anfangsjahren des Vereins spielte die Mannschaft auf einer städtischen Grünfläche „Im Prüfling“ im Bornheimer Zentrum, 1908 erwarb man ein eigenes Gelände an der Seckbacher Landstraße und 1931 schließlich zog der FSV an den „Bornheimer Hang“.
Von der Gründung der Frauen-Bundesliga 1991 bis zur Auflösung der FSV-Frauenabteilung 2006 war die PSD Bank Arena das Erstligastadion der FSV-Frauen. Im Endspiel des DFB-Pokals 1983 unterlag der heimische FSV im Stadion am Bornheimer Hang im Mai 1983 aber dem KBC Duisburg mit 0:3.
Die Rekordzuschauerzahl im Frauenfußball am Bornheimer Hang wurde aber von einem anderen Verein aufgestellt: Am 27. Mai 2006 gewann der 1. FFC Frankfurt vor der damaligen Rekordzuschauerzahl von 13.200 den Fußball-Europapokal der Frauen gegen den 1. FFC Turbine Potsdam durch einen 3:2-Sieg.
Seit der Saison 2008/09, dem Aufstieg in die Fußball-Regionalliga, war das Stadion außerdem Heimstätte der U23-Mannschaft von Eintracht Frankfurt bis zu deren Auflösung im Sommer 2014. Seit dem Aufstieg 2010 in die Regionalliga Süd spielt auch die U23-Mannschaft des FSV in der PSD Bank Arena. Obwohl die Statuten der DFL die Zahl der Heimmannschaften eines Stadions auf zwei begrenzen, durfte die PSD Bank Arena ab der Saison 2010/11 dank einer Sondergenehmigung als Heimstätte von drei Teams (FSV Frankfurt, FSV Frankfurt U23, Eintracht Frankfurt U23) dienen. Maßgebend war hier ein Antrag des FSV, der vermeiden wollte, dass die U23-Mannschaft in dem für die Regionalliga überdimensionierten Deutsche Bank Park ihre Heimspiele hätte austragen müssen. Allein finanziell wäre dies kaum zu stemmen gewesen, da der Etat der U23 allein mit den Kosten der Stadionnutzung zu beinahe drei Viertel belegt worden wäre.
Mit der Gründung der European League of Football im Jahr 2021 trägt die ebenfalls neu gegründete Frankfurt Galaxy ihre Heimspiele in der PSD Bank Arena aus.
Zwischen den Saisons 2015–2022 trug der American-Football-Verein Frankfurt Universe seine Heimspiele am Bornheimer Hang aus. Seit der Saison 2023 spielt die Frankfurt Universe im Stadion am Brentanobad.
Historische Bedeutung erlangte die Spielstätte für die kosovarische Fußballnationalmannschaft, die am 3. Juni 2016 ihr erstes offizielles Länderspiel dort bestritt und gegen die Färöer mit 2:0 gewann.
Im Februar 2018 wurde die PSD Bank Hessen-Thüringen Namenssponsor des Frankfurter Stadions. Der Vertrag hatte zunächst eine Laufzeit bis zum Jahr 2021 und wurde Ende Dezember 2020 bis 2028 verlängert.

## Umbaumaßnahmen

### Umbau in ein reines Fußballstadion
Das ehemals auch für Leichtathletik geeignete Stadion wurde von November 2007 bis Juli 2009 in ein reines Fußballstadion umgebaut, das heute 10.826 Zuschauern Platz bietet, wobei die alte Haupttribüne zunächst unangetastet blieb. Jedoch wurde dem Stadion zunächst nicht die Baugenehmigung für eine Flutlichtanlage als Voraussetzung zur Zulassung als zweitligatauglichem Stadion erteilt, da man eine mögliche Blendung der Verkehrsteilnehmer auf der benachbarten A 661 fürchtete. Nach vielerlei Tests, inklusive einer Vollsperrung der Autobahn, wurde jedoch grünes Licht erteilt. Aus demselben Grund wurde die mobile Videowand auf der Gästetribüne am Ende der Saison 2009/10 ersatzlos entfernt. Diese wurde in der folgenden Saison durch eine fest installierte Videowand ersetzt. Das umgebaute Stadion wurde am 23. Juli 2009 mit einem Freundschaftsspiel des FSV gegen Werder Bremen (1:2) eingeweiht.

### Umbau der Haupttribüne
Eine weitere Auflage ist die Sanierung der Haupttribüne, die in der Umbauphase von 2007 bis 2009 erhalten blieb und erheblichen Sanierungsbedarf aufweist. Nur dank einer Sondergenehmigung darf das Stadion überhaupt in der Zweiten Bundesliga bespielt werden. Vor allem Uneinigkeit in der Politik in der Frage wie und wann umgebaut werden soll und zu welchen Kosten verzögerte eine Entscheidung über die weitere Verfahrensweise um viele Monate. Dabei schien vor allem die Kostenfrage der Knackpunkt zu sein, da zu den bereits investierten 18 Mio. Euro Kosten bis zu weiteren 20 Mio. Euro zu erwarten seien.
Als Folge dessen formierte sich im Oktober 2010 das Aktionsbündnis „FRANKfurt tu was!“, das mithilfe einer Unterschriftenaktion wieder Bewegung in die festgefahrene Situation bringen wollte.
Der Streit um die Sanierung der Haupttribüne war u. a. der Auslöser für den Rücktritt des damaligen Geschäftsführers der FSV Frankfurt 1899 Fußball GmbH, Bernd Reisig. Ende Februar 2011 schien sich eine Lösung der Umbauproblematik abzuzeichnen, als die Frankfurter Stadtverordnetenversammlung die Sanierung der Haupttribüne beginnend im Herbst 2011 verabschiedete. Die Umbauarbeiten sollten demnach zur Saison 2012/13 abgeschlossen sein. Daraus resultierte jedoch ein weiteres Problem: Da das Stadion bereits heute die Statuten der DFL verletzt – gefordert werden für den Spielbetrieb in der Zweiten Liga 15.000 Besucherplätze – bahnte sich durch die weitere Reduktion der Zuschauerkapazität während der Umbauphase auf deutlich weniger als 10.000 Menschen der Widerruf der Sondergenehmigung seitens der DFL an. Somit hätte der FSV für die Zeit des Umbaus wie 2008/09 in eine Ausweichstätte umziehen müssen. Im Gespräch war der Deutsche Bank Park, aber auch Stadien außerhalb Frankfurts schienen nicht ausgeschlossen, sollte die DFL auf ihrem Beschluss verharren.
Im Mai 2011 wurde jedoch bekanntgegeben, dass der FSV Frankfurt auch während der Sanierung der Haupttribüne in der PSD Bank Arena spielen darf, sofern keine lizenzrelevanten Auflagen verletzt werden.
Nach Informationen der Sportbusiness-Fachzeitschrift Sponsors hat die Stadtverordnetenversammlung der Stadt Frankfurt „in ihrer Plenarsitzung der Bau- und Finanzierungsvorlage zur Rekonstruktion der Haupttribüne der FPSD Bank Arena zugestimmt“. Den Zuschlag für die 10,5 Mio. € teure Sanierung der Haupttribüne erhielt das Bauunternehmen Walter Hellmich GmbH.
Im Januar 2012 wurde die Tribüne schließlich abgerissen. Beim Abriss wurde Altöl unter der alten Bodenplatte gefunden, was zu Mehrkosten führte, da die verseuchte Erde abgetragen werden musste. Die „Rekonstruktion“ sollte im Sommer 2012 fertiggestellt sein. Am 24. November 2012 wurde die neue Haupttribüne im Rahmen eines Heimspiels gegen den 1. FC Kaiserslautern offiziell eingeweiht.

## Jakobsweg
Westlich der PSD Bank Arena verläuft unterhalb des Bornheimer Hangs ein Zweig des deutschen Jakobswegs. Dieser orientiert sich an dem Verlauf des historischen Fernhandelsweges von Leipzig nach Frankfurt am Main (Des Reiches Straße). Er beginnt in der Bischofsstadt Fulda, führt über Schlüchtern, Steinau an der Straße, Bad Soden-Salmünster, Gelnhausen, Langenselbold, Erlensee und Bruchköbel und gehört zum Netz der Hauptwege der Jakobspilger in Europa, die nach Santiago de Compostela führen. Er führt über insgesamt 116 km unterhalb der Heilig-Kreuz-Kirche vorbei über den Ostpark zum Mainufer in die Innenstadt Frankfurts, am Main entlang bis zum Eisernen Steg, auf dem linken Mainuferweg in Richtung Mainz und anschließend weiter nach Trier.

## Galerie

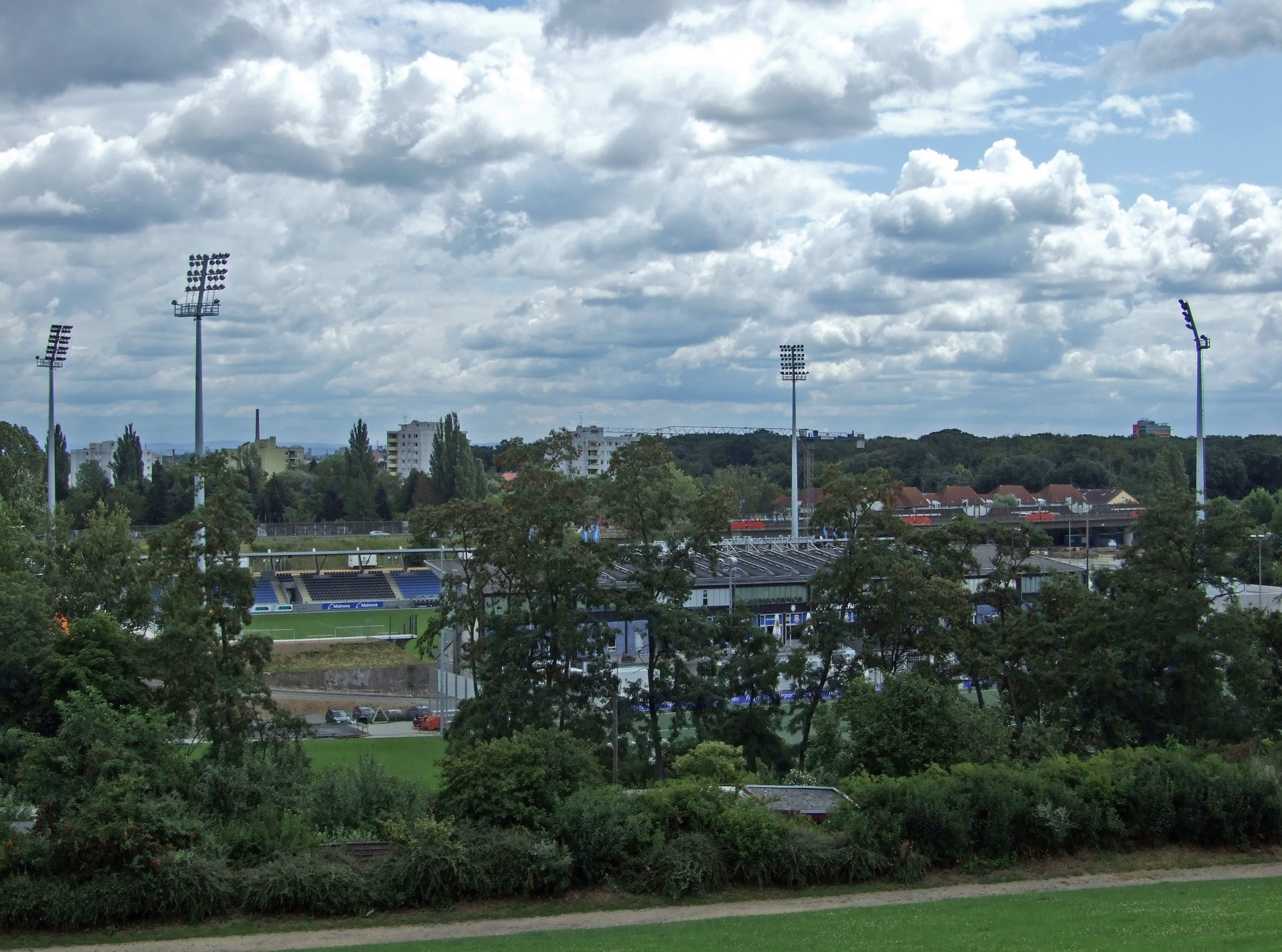
Ansicht von „Am Bornheimer Hang“
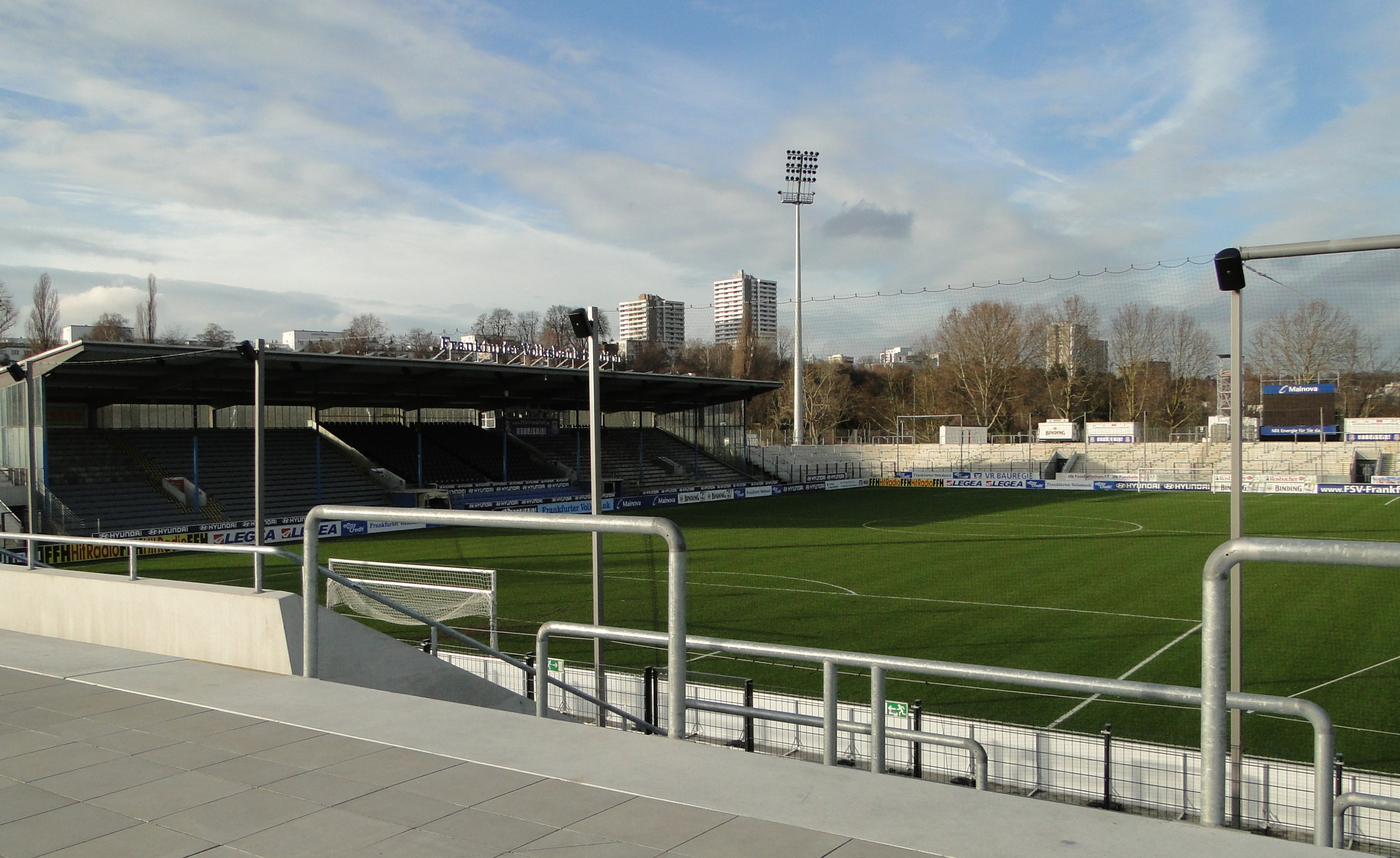
Das Stadion mit der alten Haupttribüne (links im Bild)